# Africa's Connection STP
Africa's Connection STP és una aerolínia amb base a São Tomé i Príncipe. En 2014 operava serveis regulars i xàrter a l'Àfrica central i occidental. D'acord amb la pàgina web de la companyia aèria disposa de tres aparells Dornier 228.

## Destinacions
En maig de 2014 l'aerolínia tenia 6 destinacions.
|  | Hub                 |
|  | Futur               |
|  | Destinació terminal |

## Flota
En maig de 2014 la flota d'Africa's Connection STP fleet consisteix dels següents aparells: